# 科纳 (东比利牛斯省)
科纳（法語：Conat）是法国东比利牛斯省的一个市镇，属于普拉德区（Prades）普拉代县（Prades）。该市镇总面积19.12平方公里，2009年时的人口为52人。

## 人口
科纳人口变化图示